# Лефель, Эдит
Эдит Лефель (фр. Édith Lefel; 17 ноября 1963, Кайенна, Французская Гвиана, — 20 января 2003, Дрё, Франция) — французская зук-певица.

## Биография
Мать Эдит, гвианка, и отец, выходец с острова Мартиника, назвали дочь в честь урагана «Эдит», обрушившегося на Мартинику 25 сентября 1963 года. Первые три года своей жизни Эдит провела во Французской Гвиане, пока в 1966 году не переехала с родителями на Мартинику, где и выросла. В возрасте 14 лет она приехала во Францию, поселившись под Парижем. В 1984 году ее карьера началась с гастролей по Карибам. В 1987 году работала с группой Malavoi, в том числе выступив с ней в концертном зале «Зенит». В 1988 году она записала свой первый альбом La Klé, а в 1992 году — второй, Mèsi.
В 1996 году выпустила свой третий альбом, Rendez-vous, и выступила в концертном зале «Олимпия».
В 1997 году получила панафриканскую музыкальную премию Kora в номинации «Лучший артист европейской и карибской диаспоры».
Эдит Лефель была в отношениях с певцом, писателем и композитором Рональдом Рубинелем, написавшим для нее множество песен, и родила от него двоих детей — близнецов Криса и Матье.
В январе 2003 года Лефель скончалась от инфаркта миокарда. Похоронена в Париже на кладбище Пер-Лашез, участок 45.

## Дискография
- La Klé (1988)
- Mèci (1992)
- Rendez-vous (1996)
- Édith Lefel à l’Olympia (1996)
- Sanglots (1996)
- Édith Lefel chante Édith Piaf (1999)
- À fleur de peau (1999)
- The best of Édith Lefel (2001)
- Si seulement (2002)
- Le meilleur de Édith Lefel (2003)

## Книги об Эдит Лефель
- Ampigny, Marie Line. Édith Lefel, une flamme créole. — Jasor, 2003.
- Medina-Defays, Emelyne. Édith Lefel, une vie. — Creon music, 2003.

## Видео
- Документальный фильм Эрика Бассе «Édith Lefel, une vie» (2003; 55 мин.)[6]
- Сборник клипов «Édith Lefel… mon ange» (2003)